# Raskovo
Raskovë en albanais et Raskovo en serbe latin (en serbe cyrillique : Расково) est une localité du Kosovo située dans la commune/municipalité d'Obiliq/Obilić, district de Pristina (Kosovo) ou district de Kosovo (Serbie). Selon le recensement kosovar de 2011, elle compte 640 habitants.

## Démographie

### Évolution historique de la population dans la localité
| 1948 | 1953 | 1961 | 1971 | 1981 | 1991 | 2011 |
| ---- | ---- | ---- | ---- | ---- | ---- | ---- |
| 199  | 234  | 279  | 350  | 452  | 518  | 640  |

|  |

### Répartition de la population par nationalités (2011)
En 2011, les Albanais représentaient 99,84 % de la population.